# Lhakpa Tsamchoe
Lhakpa Tsamchoe (1972.), indijska glumica i model tibetskog porijekla. Njezina prva uloga je u Annaudovom filmu Sedam godina u Tibetu, snimljenog 1997., u kojem igra ulogu Peme Lhaki, žene austrijskog planinara Petera Aufschnaitea. 
Nakon ovog filma, dvije godine kasnije snima i u filmu Himalaja - Djetinjstvo jednog poglavice (Himalaya - l'enfance d'un chef), kojeg režira Eric Valli. Posljednji treći film snima 2006., to je Milarepa, ujedno i prvi film Netena Choklinga, koji filmsku karijeru počinje kao glumac ulogom u filmu Phörpa (The Cup).

## Vanjske poveznice
- Službena stranica Lhakpa Tsamchoe